# Wilhelm von Bismarck
Wilhelm Otto Albrecht von Bismarck-Schönhausen, conde de Bismarck-Schönhausen (en alemán: Wilhelm Otto Albrecht von Bismarck-Schönhausen, Graf von Bismarck-Schönhausen, pronunciado /ˈvɪlˌhɛlm fɔn ˈbɪsmaʁk/) nacido Wilhelm Otto Albrecht von Bismarck, más conocido como Wilhelm von Bismarck (Fráncfort del Meno, Reino de Prusia, 1 de agosto de 1852 - Varzin, Pomerania, Imperio alemán, 30 de mayo de 1901) fue un consejero, funcionario y político alemán, que se desempeñó como miembro del Reichstag de 1880 a 1881 y presidente de la Regencia de Hannover de 1889 a 1890. El hijo menor de Otto von Bismarck, él y su hermano Herbert von Bismarck ambos  renunciaron a sus puestos después de que el anciano Bismarck fuera destituido como Canciller de Alemania en 1890. Posteriormente, Wilhelm aceptó un nombramiento como gobernador de Prusia Oriental en 1894. Monte Wilhelm (en alemán: Wilhelmsberg) es  la montaña más alta de la excolonia alemana de Papúa Nueva Guinea a 4,509 metros (14,793 pies), parte de la Cordillera de Bismarck, fue nombrada en su honor por Hugo Zöller.

## Biografía
Wilhelm von Bismarck nació en Fráncfort, el menor de tres hijos de Otto von Bismarck y su esposa Johanna von Puttkamer. Tenía una hermana mayor, Marie (n. 1847) y un hermano, Herbert von Bismarck (n. 1849), este último se desempeñó como Secretario de Relaciones Exteriores de 1886 a 1890.
Aunque Herbert fue considerado el próximo príncipe de Bismarck y jefe de la principesca Casa de Bismarck, Wilhelm von Bismarck fue considerado "el más popular de los dos hermanos". Fue un destacado atleta y deportista en la universidad y, al igual que su padre, participó en duelos. En al menos una de estas ocasiones, estuvo a punto de perder la vida e inicialmente no se esperaba que viviera más de un mes.  La semejanza de Wilhelm con su padre se consideró "notable", teniendo "el mismo comportamiento altivo, la misma forma de cabeza e incluso los mismos gestos".
Tanto él como su hermano lucharon en la guerra franco-prusiana, cada uno con una comisión de teniente, como oficiales de estado mayor del 1er Regimiento de Dragones, y recibieron la Cruz de Hierro por su valentía.  En 1879, Bismarck fue nombrado secretario del general Edwin Freiherr von Manteuffel, gobernador militar de las entonces recientemente cedidas provincias de Alsacia-Lorena.
Bismarck se unió brevemente a su hermano y padre en la política alemana, convirtiéndose en miembro del Reichstag, pero fue derrotado al buscar la reelección en 1881. Luego siguió una carrera en derecho y, al año siguiente, se convirtió en consejero del gobierno. En 1885 se casó con su prima, Sibylle von Arnim, con quien tuvo cuatro hijos.
Cuatro años más tarde, en 1889, se convirtió en presidente de la Regencia de Hannover y ocupó este cargo hasta el año siguiente, cuando él y Herbert dejaron sus respectivos nombramientos en protesta porque su padre se vio obligado a dimitir como canciller por el Kaiser Wilhelm II. En 1894, inesperadamente fue nombrado gobernador de Prusia Oriental.
En la mañana del 31 de mayo de 1901, después de una enfermedad de seis días, Bismarck murió en Varzin a causa de una peritonitis. El funeral tuvo lugar una semana después, el mismo día que Wilhelm II planeó desvelar una estatua a Otto von Bismarck frente al edificio del Reichstag. En ese momento, dada la relación algo tensa entre Wilhelm y la familia Bismarck, se especuló si asistirían. La negativa del Kaiser a posponer la ceremonia, dado que los preparativos ya se habían completado y la asistencia esperada de miles de personas de Alemania y otras partes de Europa, hizo que su asistencia fuera imposible.
De los periódicos que publicaron obituarios de la muerte de Wilhelm, según el New York Times, "pocos son elogiosos, y la mayoría señala que el hijo poseía todas las debilidades de su padre sin la grandeza de su padre".

## Honores
Recibió las siguientes condecoraciones:
- Reino de Prusia:
  - Cruz de Hierro (1870), 2.ª Clase con Banda Negra[4]
  - Caballero del Águila Roja, 2.ª Clase con Estrella y Hojas de Roble
- Austria-Hungría:[5]
  - Caballero de la Corona de Hierro, 3.ª Clase, 1879
  - Comandante de la Orden de Francisco José, con Estrella, 1884
- Reino de Italia: Gran Oficial de la Corona de Italia
- Países Bajos: Comandante del León Neerlandés, con Estrella
- Imperio otomano:
  - Orden de Osmanieh, 2.ª Clase
  - Orden del Medjidie, 1.ª Clase
- Imperio persa: Orden del Sol y el León, 3.ª Clase
- Reino de Portugal: Comandante de la Orden de Cristo
- Imperio ruso: Caballero de Santa Ana, 2.ª Clase en Diamantes
- España: Comandante de la Orden de Carlos III, 1.ª Clase

### Webs sobre la Unificación Alemana y Bismarck
- Artículo sobre la unificación alemana Archivado el 5 de septiembre de 2012 en Wayback Machine.
- Blog sobre Bismarck
- La unificación de Alemania

- Datos: Q66748
- Multimedia: Wilhelm von Bismarck / Q66748